# Phaeophilacris collardi
Phaeophilacris collardi är en insektsart som beskrevs av Lucien Chopard 1957. Phaeophilacris collardi ingår i släktet Phaeophilacris och familjen syrsor. Inga underarter finns listade i Catalogue of Life.